# Gun Widmark
Gun(vor) Margareta Widmark (* 31. Juli 1920 in Stenkvista in Södermanlands län als Gunvor Margareta Gustafsson; † 26. Oktober 2013 in Uppsala) war eine schwedische Nordistin und Sprachwissenschaftlerin. An der Universität Uppsala hatte sie die Professur für schwedische Sprache inne.
Ihre Eltern, Signe (geborene Wallin) und Conrad Gustafsson, waren Landwirte in Stenkvista. Nachdem sie ihr Reifezeugnis 1939 erhalten hatte, studierte Gun Widmark an der Universität Uppsala und wurde 1942 filosofie kandidat, 1944 filosofie magister und 1951 filosofie licentiat. Von 1950 bis 1953 war sie Lektorin an der Universität Island und 1955 bis 1958 Adjunkt am Uppsala enskilda läroverk. Ihre Dissertation Det nordiska u-omljudet („Der nordische u-Umlaut“) erschien 1959. Von 1959 bis 1964 lehrte sie auch als Lektorin am Folkskoleseminariet. Von 1960 bis 1970 war sie Dozentin und Universitätslektorin an der Universität Uppsala.
1970 wurde Gun Widmark Schwedens erste Professorin für nordische Sprachen an der Universität Göteborg. 1973 bekam sie die Professur für schwedische Sprache an der Universität Uppsala, wo sie bis zu ihrem Ruhestand 1986 blieb. Ihre dortige Antrittsvorlesung trug den Titel Om kvinnospråk („Über Frauensprache“), womit sie eine Welle an Forschung über Sprache und Geschlecht in den 1970er Jahren auslöste. Gun Widmarks Forschungstätigkeit trug sowohl zur traditionellen Nordistik als auch zur Erforschung neuerer schwedischer Sprachstufen bei. Einer ihrer Forschungsschwerpunkte war die urnordische Sprache, an die sie mit einem soziolinguistischen Blickwinkel herantrat: Für sie war es selbstverständlich, dass Sprachveränderungen damals wie auch heutzutage mit einer ungleichen Verteilung von Macht und Prestige in der Gesellschaft zusammenhängen. Ein weiterer Fokus lag auf der schwedischen Sprache des 17. und 18. Jahrhunderts. Gun Widmarks dritter Forschungsschwerpunkt waren die aktuellen Sprachverhältnisse in Schweden und dabei vor allem die Bedeutung und Stellung der Dialekte.
Gun Widmark war Mitglied der Kungliga Vitterhets Historie och Antikvitets Akademien, der Norwegischen Akademie der Wissenschaften, der Königlichen Gustav-Adolfs-Akademie für schwedische Volkskultur und der Königlichen Wissenschaftsgesellschaft in Uppsala sowie der Letterstedtska föreningen und von 1980 bis 1983 auch des Humanistisk-samhällsvetenskapliga forskningsrådet. Außerdem war sie Vorsitzende des 1961 gegründeten Språkvårdssamfundet in Uppsala und von 1978 bis 1987 Vorsitzende des Svenska språknämnden. 1998 wurde Gun Widmark mit dem Nils Ahnlunds pris und 1999 mit dem Rettigska priset ausgezeichnet. 2004 bekam sie die Letterstedts nordiska förtjänstmedalj und 2005 den Ehrendoktortitel der Åbo Akademi. 2006 erhielt sie den Kungliga Priset sowie die Torgny Segerstedt-medalj der Universität Uppsala und 2009 den Språkforskarpriset der Schwedischen Akademie. Festschriften wurden ihr anlässlich ihrer Pensionierung sowie ihres 60. und ihres 80. Geburtstags gewidmet.
Verheiratet war sie in erster Ehe mit dem 1919 geborenen Nils-Ola Nilsson und in zweiter Ehe, ab 1956, mit dem 1914 geborenen Archivar Gusten Widmark. Am 26. Oktober 2013 starb Gun Widmark mit 93 Jahren. Sie liegt auf dem Friedhof von Hammarby (Hammarby kyrkogård) südlich von Uppsala begraben.

## Publikationen (Auswahl)
Gun Widmarks Bibliographie umfasst mehr als 180 Titel, darunter etwa zehn Monographien. 60 Prozent ihrer Werke verfasste sie nach ihrer Pensionierung 1986.
- Det nordiska u-omljudet : en dialektgeografisk undersökning (= Skrifter utgivna av Institutionen för nordiska språk vid Uppsala universitet. Band 6). Almqvist & Wiksell, Uppsala 1959 (schwedisch, 366 S., Dissertation).
- Om uttal och uttalsnormering (= Ord och stil. Band 4). Studentlitteratur, Lund 1972 (schwedisch, 103 S.).
- Fornvästnordiska förleder i omljudsperspektiv (= Studia philologiae Scandinavicae Upsaliensia. Band 19). Uppsala 1991 (schwedisch, 189 S.).
- Stora vokaldansen: om kvantitativa och kvalitativa förändringar i fornsvenskans vokalsystem (= Acta Academiae Regiae Gustavi Adolphi. Band 65). Kungl. Gustav Adolfs Akad. för Svensk Folkkultur, Uppsala 1998 (schwedisch, 105 S., englischsprachige Zusammenfassung The great dance of the vowels).
- Det språk som blev vårt: ursprung och utveckling i svenskan. Urtid – Runtid – Riddartid (= Acta Academiae Regiae Gustavi Adolphi. Band 76). Kungl. Gustav Adolfs Akad. för Svensk Folkkultur, Uppsala 2001 (schwedisch, 214 S.).